# 墓のそばのキリストとマグダラのマリア
『墓のそばのキリストとマグダラのマリア』（はかのそばのキリストとマグダラのマリア、蘭: Christus verschijnt als hovenier aan Maria Magdalena、英: Christ and St Mary Magdalen at the Tomb）は、オランダ絵画黄金時代の巨匠レンブラント・ファン・レインが1638年に板上に油彩で制作した絵画である。「Rembrandt ft / 1638」という画家の署名と制作年が右側の墓の上に記されている。作品は1819年にジョージ4世 (イギリス王) に購入された後、ロイヤル・コレクションに入り、1841年以来、ロンドンのバッキンガム宮殿に所蔵されている。

## 主題
『新約聖書』中の「ヨハネによる福音書」 (20章11-18) は、イエス・キリストの磔刑に続く埋葬と復活 (キリスト教) について記述している。磔刑の翌日、マグダラのマリアがイエスの墓に戻ると、墓を覆う石が取り除かれ、墓の中に2人の天使がいるのを見た。それから、彼女は2人のイエスの弟子を呼び寄せたが、彼らも墓が空っぽであるのを見た後に去った。
天使たちは「婦人よ、なぜ泣いているのか」と尋ねた。マリアが「わたしの主が取り去られました」といいながら後ろを振り向くと、イエスの立っているのが見えた。しかし、それがイエスだとはわからなかった。 イエスが「婦人よ、なぜ泣いているのか。だれを捜しているのか」と問うと、マリアは、園丁だと思っていった。「あなたがあの方を運び去ったのでしたら、どこに置いたのか教えてください。わたしが、あの方を引き取ります」。イエスが「マリア」というと、彼女は振り向いて、ヘブライ語で「ラボニ」（先生）といった。彼女は、彼がイエスだとわかったのである。

## 作品
大部分の画家は、この主題の次の瞬間、すなわちマグダラのマリアがイエスの方に手を伸ばし、イエスが「ノリ・メ・タンゲレ (我に触れることなかれ)」という場面を描くことを選択した。しかし、レンブラントは、マリアが人物をイエスであると気づく瞬間を描いている。

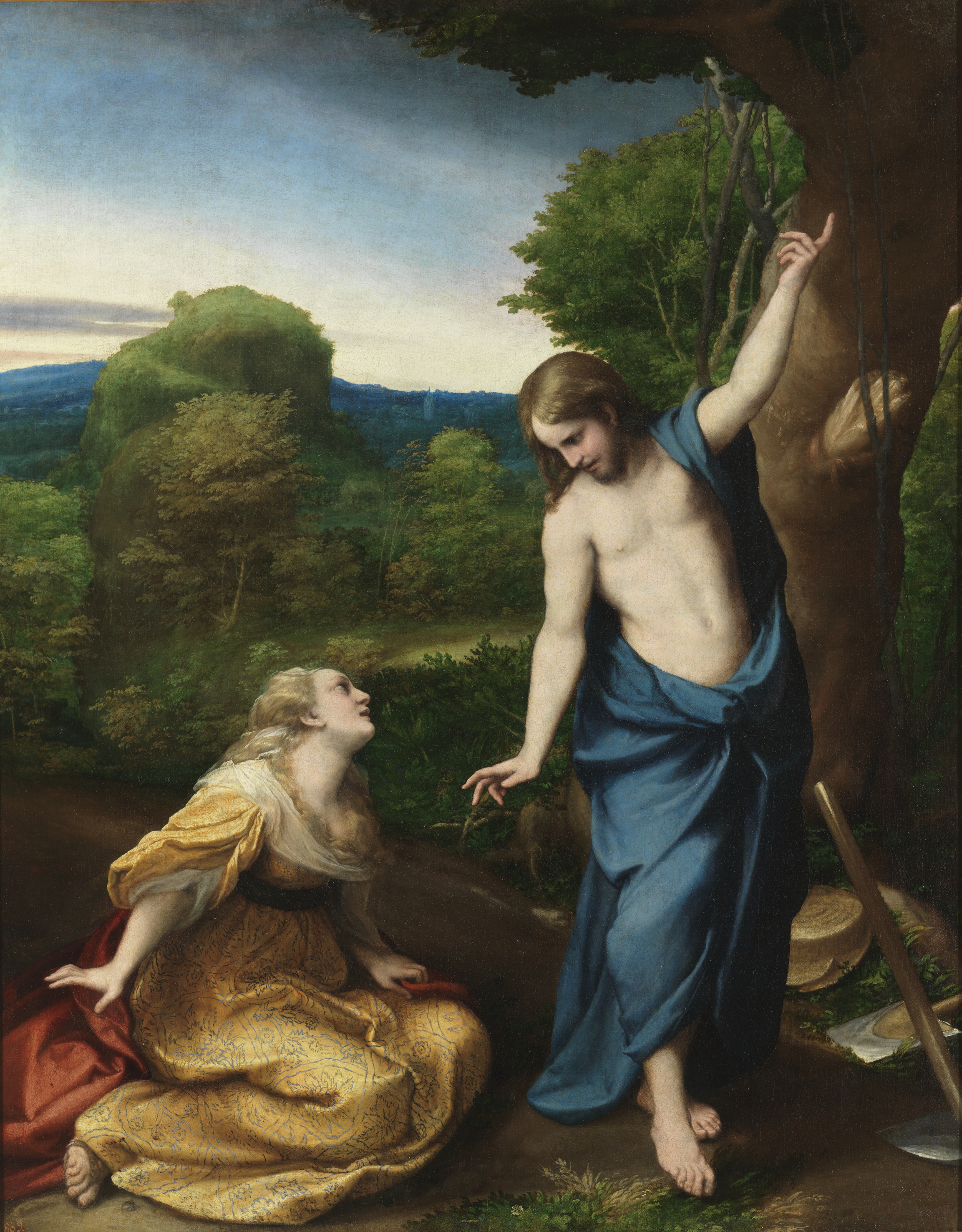
コレッジョ『ノリ・メ・タンゲレ』 (1525年ごろ)、プラド美術館、マドリード

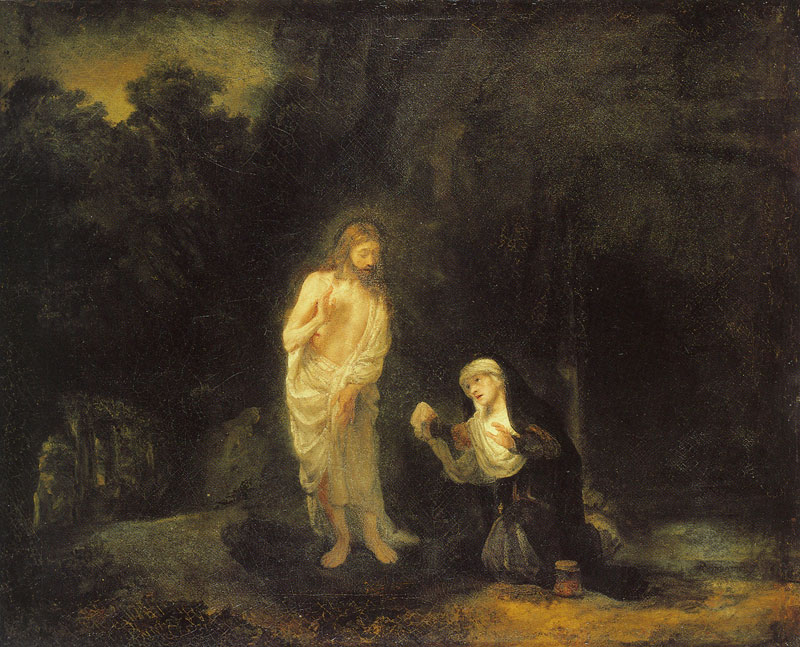
レンブラント『マグダラのマリアの前に現れるキリスト、「ノリ・メ・タンゲレ」』(1651年)、アントン・ウルリッヒ公爵美術館、ブラウンシュヴァイク

舞台となっているエルサレムの郊外は、レンブラントの作品でも稀にしか見られないほど繊細に描かれている。エルサレム神殿の塔、イエスの上半身、マリアの顔、墓の中の天使の1人を暗がりから浮かび上がらせている夜明けの光の描写は巧みである。この光の使用法は、物理的にも精神的にも象徴的なものとなっている。絵具は一般に薄く塗られ、光の扱い、イエスの園丁としての活動を示す墓の周囲の植物を別とすれば、ほぼモノクロームである。左側中景の丘を下っている2人の女性像 (福音記者マルコとルカは墓にいた3人のマリアについて述べている) に鑑賞者の目が留まるのは、しばらくしてからに過ぎない。 
イエスは伝統的に園丁を指し示す鋤を持ち、麦わら帽子を被った姿で表され、マリアの誤解を示唆するものとなっている。注目すべきはイエスの位置である。部分的に垂直のシルエットとなっているイエスは、左側背後のエルサレム神殿と右側の洞窟の間に配置され、構図を支配している。一方で、身体をよじるマリアは回転する軸として表されている。立っているイエスと、身をよじって跪くマリアの間の緊張感は感知できるくらいのものである。なお、レンブラントがこの主題で描いたほかの唯一の作品は、ブラウンシュヴァイクのアントン・ウルリッヒ公爵美術館に所蔵される1651年の『マグダラのマリアの前に現れるキリスト、「ノリ・メ・タンゲレ」』であるが、構図はまったく異なっている。